# Балтик (хмарочос)
Офісна будівля Bałtyk – хмарочос на вул. Франкліна Рузвельта 22 у Познані.

## опис
Офісна будівля була побудована на місці колишнього будинку, де розміщувався кінотеатр «Балтик» . Тому йому дали таку назву. Якщо дивитися з кожного боку, будівля щоразу виглядає по-різному. За всю архітектурну концепцію будівлі відповідає голландська студія MVRDV під керівництвом Наталі де Фріз . Концепція створена у співпраці з польським архітектурним бюро «NO Natkaniec Olechnicki Architekci». Це перший польський проект голландської студії  . Генеральним підрядником Bałtyk була PORR Polska Construction з Варшави, а інвесторами – Garvest Real Estate Cooperatief UA та VOX Capital Group  . Площа забудови 25 тис. м², з яких найбільшу частину займають офісні приміщення – 12 тис. м². Під торгову площу відведено 1350 м². Об'єкт слугує в основному як офісний центр, з додатковими комерційними та сервісними функціями. Під будинком розташований трирівневий паркінг на 175 місць. 2 червня 2017 року відбулося офіційне відкриття офісної будівлі.

## Нагороди
- 2017: Prime Property Prize 2017: головний приз індустрії комерційної нерухомості в категорії «архітектура» [3]
- 2018: архітектурна премія Polityka : Фаворит глядацьких симпатій 7-го видання, за 2017 рік [4]
- 2018: Польська архітектура XXL: головний приз Гран-прі 2017 [5]
- 2018: Bryła Roku 2017: переможець 11-го плебісциту сайту Bryła.pl [6]
- 2018: Премія ім Jana Baptista Quadro за найкращий спроектований та реалізований архітектурний об’єкт, введений в експлуатацію у 2017 році в Познані [7]
- 2020: Життя в архітектурі 2015–2019 : Краща комерційна будівля [8]